# Luigi Rossi
Luigi Rossi (Torremaggiore, Foggia, hacia 1598-Roma 19 de febrero de 1653) fue un compositor, cantante, profesor de canto y laudista italiano del Barroco.

## Biografía
Luigi Rossi nació en Torremaggiore, una pequeña ciudad cerca de Foggia, en el antiguo reino de Nápoles. A una corta edad se fue a Nápoles y allí estudió música con el compositor franco-flamenco Jean de Macque, que fue organista de la Santa Casa dell’Annunziata y maestro de capilla del virrey español. Rossi entró más tarde al servicio de los Caetanis, duques de Traetta.
Compuso en 1632 la cantata Lamento della Regina di Svetia sobre la muerte del rey Gustavo II Adolfo de Suecia durante la Batalla de Lützen. Esta cantata le hizo adquirir una gran notoriedad en toda Europa.
En 1641 entró al servicio del papa Urbano VIII. En Roma hizo representar su primera ópera Il palazzo d'Atlante incantato, con un libreto del cardenal Rospigliosi, futuro papa Clemente IX. Los años siguientes compuso muchas más cantatas y varios oratorios, siendo el más destacado Giuseppe figlio di Giacobbe .
En 1646, fue invitado a la Corte del rey de Francia. En su deseo de sensibilizar al pueblo francés, el cardenal Mazarino le encargó la primera ópera italiana escrita expresamente para una producción parisina. Orfeo, la segunda ópera de Luigi Rossi, fue representada en París el 2 de marzo de 1647, con la participación de los castratos Atto Melani en el papel titular y Pasqualini en el de Aristé. Esto dio a conocer la ópera italiana en Francia. Su mecenas, el también italiano Mazarino, fue muy criticado por esta representación de una gran espectacularidad. No obstante, esta ópera debió ejercer una influencia cierta sobre las producciones posteriores de Lully en Francia y de Francesco Cavalli y Antonio Cesti en Italia. 
Rossi volvió a Francia en 1648 con la esperanza de escribir otra ópera, pero la producción no fue posible debido a que la corte había buscado refugio fuera de París. Rossi regresó a Roma en 1650 y nunca más volvió a intentar estrenar otra ópera.
Una colección de cantatas publicada en 1646 lo describe como músico del cardenal Antonio Barberini, y Giacomo Antonio Perti, en 1688, habla de él como una de «las tres grandes luces de nuestra profesión», junto con Giacomo Carissimi y Antonio Cesti.
Rossi es notable principalmente por sus cantatas de cámara, que se encuentran entre las mejores que produjo el siglo XVII. Gran cantidad de ellas se hallan en los manuscritos de la British Library y la Christ Church Library, de Oxford. La Gelosia, impresa por F.A. Gevaert en Les Gloires d'Italie, es una admirable muestra. Dejó cerca de 300 cantatas en total.